# カラーノ
カラーノ（伊: Carano）は、イタリア共和国トレンティーノ＝アルト・アディジェ州トレント自治県ヴィッレ・ディ・フィエンメに属する分離集落（フラツィオーネ）。
かつては独立したコムーネであったが、2020年1月1日にダイアーノ、ヴァレーナと合併して新自治体の一部となった。

## 地理

### 位置・広がり
トレント自治県北東部、ヴァル・ディ・フィエンメに位置するコムーネ。ヴァル・ディ・フィエンメの中心地であるカヴァレーゼの中心から西へ1km、ボルツァーノから南南東へ24km、県都トレントから北東へ34kmの距離にある。

#### 隣接コムーネ
コムーネとしてのカラーノは、以下のコムーネと隣接していた。括弧内のBZはボルツァーノ自治県所属を示す。
- アルディーノ (BZ)
- トローデナ (BZ)
- ダイアーノ
- カヴァレーゼ
- アンテリーヴォ (BZ)
- カステッロ＝モリーナ・ディ・フィエンメ

## 行政

### Comunità di valle
トレント自治県が設置した広域行政組織 Comunità di valle 「ヴァル・ディ・フィエンメ」 (it:Comunità territoriale della Val di Fiemme)  （事務所所在地: カヴァレーゼ）に属する。